# Evans Knowles
Pour les articles homonymes, voir Knowles.
John Evans Knowles (20 novembre 1914-18 décembre 2011) est un homme politique canadien de l'Ontario. Il est député fédéral progressiste-conservateur de la circonscription ontarienne de Norfolk de 1957 à 1962.

## Biographie
Né dans North Walsingham Township du comté de Norfolk en Ontario, Knowles entre en politique en tant que préfet du canton de Walsingham de 1952 à 1956.
Il entre sur la scène fédérale en 1957. Réélu en 1958, il est défait en 1962, 1963 et 1965.
Knowles demeure actif jusqu'en 2008 dans les médias locaux. Il meurt d'une courte maladie en 2011.
Son frère, William David Knowles, est député fédéral de Norfolk—Haldimand de 1968 à 1979.